# Tomás De Vincenti
Tomás De Vincenti (Buenos Aires, 9 febbraio 1989) è un ex calciatore argentino, di ruolo centrocampista.

## Carriera
Nella stagione 2013-2014 è ceduto in prestito dall'Olympiacos all'APOEL: realizza tre doppiette e una tripletta, quest'ultima arrivata nel giro di un quarto d'ora tra il 17º e il 32º del primo tempo della sfida contro l'Anorthōsis (vinta 8-1) anche grazie alla trasformazione di due rigori. Dopo aver realizzato 12 gol in 16 sfide di campionato, dei quali 5 ai play-off per il titolo, il club di Nicosia riscatta il cartellino dell'argentino in cambio di 500000 €.

## Palmarès

### Club

#### Competizioni nazionali
- Coppa di Cipro: 2

APOEL: 2013-2014, 2014-2015
- Campionato cipriota: 4

APOEL: 2013-2014, 2014-2015, 2015-2016, 2018-2019
- Supercoppa di Cipro: 1

APOEL: 2019